# Lovenjoel
Lovenjoel, parfois encore écrit Lovenjoul en français, est une section de la commune belge de Bierbeek située en Région flamande dans la province du Brabant flamand. C'était une commune à part entière avant la fusion des communes de 1977.
Des membres de la famille de Spoelberch portèrent le nom de de Spoelberch de Lovenjoul. Le vicomte Charles de Spoelberch de Lovenjoul fut un bibliophile reconnu et spécialisé dans les œuvres de Honoré de Balzac.

## Évolution démographique
- Sources : INS, Rem. : 1831 jusqu'en 1970 = recensements, 1976 = nombre d'habitants au 31 décembre.